# Saint-Rome-de-Tarn (tổng)
Tổng Saint-Rome-de-Tarn là một tổng thuộc tỉnh l'Aveyron trong vùng Occitanie.

## Địa lý
Tổng này được tổ chức xung quanh Saint-Rome-de-Tarn ở quận Millau. Độ cao khu vực này dao động từ 220 m (Brousse-le-Château) đến 983 m (Ayssènes) với độ cao trung bình 457 m.

## Hành chính
| Giai đoạn | Ủy viên    | Đảng | Tư cách          |
| --------- | ---------- | ---- | ---------------- |
| 2001-2014 | Alain Marc | UMP  | Đại biểu Aveyron |

## Các đơn vị trực thuộc
Tổng Saint-Rome-de-Tarn gồm 8 xã với dân số 3 108 người (điều tra dân số năm 1999, dân số không tính trùng)
| Xã                      | Dân số | Mã bưu chính | Mã insee |
| ----------------------- | ------ | ------------ | -------- |
| Ayssènes                | 226    | 12430        | 12017    |
| Broquiès                | 678    | 12480        | 12037    |
| Brousse-le-Château      | 163    | 12480        | 12038    |
| Les Costes-Gozon        | 174    | 12400        | 12078    |
| Lestrade-et-Thouels     | 454    | 12430        | 12129    |
| Saint-Rome-de-Tarn      | 715    | 12490        | 12244    |
| Saint-Victor-et-Melvieu | 329    | 12400        | 12251    |
| Le Truel                | 369    | 12430        | 12284    |

## Biến động dân số
| 1962                                                     | 1968  | 1975  | 1982  | 1990  | 1999  |
| -------------------------------------------------------- | ----- | ----- | ----- | ----- | ----- |
| 3 711                                                    | 4 259 | 3 720 | 3 546 | 3 203 | 3 108 |
| Nombre retenu à partir de 1962 : dân số không tính trùng |       |       |       |       |       |